# Woodcott
Woodcott är en by i civil parish Litchfield and Woodcott, i distriktet Basingstoke and Deane, i grevskapet Hampshire i England. Byn är belägen 11 km från Andover. Woodcott var en civil parish fram till 1932 när blev den en del av Litchfield and Woodcott. Civil parish hade 87 invånare år 1931. Byn nämndes i Domedagsboken (Domesday Book) år 1086, och kallades då Odecote.